# بورني يونايتد
بورني يونايتد هو نادي كرة قدم أسترالي تم إنشاؤه في سنة 1978 الميلادية 